# Língua tat
A língua Tat ou Tati Persa ou Tati é uma língua Iraniana do Sudoeste e uma variante do Farsi falada pelo povo Tat do Cáucaso no Azerbaijão e Rússia  (Daguestão). Conforme  Ethnologue, a língua é falada por 18 mil pessoas no Azerbaijão, 8 mil no Irã, 2,3 mil na Rússia, além de alguns falantes em Israel e nos Estados Unidos. Sua forma escrita é relacionada ao pálavi. Há também uma judaica chamada Tat-Judeu  retacionada ao Tat.

## Falantes
Vladimir Minorsky menciona na primeira edição da  Encyclopaedia of Islam que, como ocorre com os dialetos do persa, o Tati não é muito regular em suas características e ocupa um posição intermediária entre o moderno Farsi e os dialetos do mar Cáspio.   De acordo com o linguísta, Grande Enciclopédia Russa de 1901 informava a existência  de 135 mil falantes de Tai nesse ano.  Nos anos 30,  Minorsky estimou essa quantidade em cerca de 90 mil pessoas, um descréscimo devido a uma gradual “turquização”. Hoje, trata-se de uma língua ameaçada de extinção. classificada pela UNESCO como grau 5 - Severamente ameaçada - conforme o Atlas of the World's Languages in Danger.

### Externas
- Language Map of Azerbaijan Tat em Ethnologe.
- Tat em Omniglot.com